# Mesoji
Mesoji (gr. Μεσόγη) – wieś w Republice Cypryjskiej, w dystrykcie Pafos. W 2011 roku liczyła 1689 mieszkańców.